# Metacritic
Metacritic é um website americano que reúne críticas de álbuns, videogames, filmes, programas de televisão, DVDs e livros. Para cada produto, um valor numérico de cada crítica é computado e daí retirado uma média aritmética ponderada. Um trecho de cada crítica é citada junto com um hyperlink para a fonte. Além disso, as críticas são ilustradas com três cores — vermelho, amarelo e verde —, resumindo a avaliação de cada produto. Foi fundado em janeiro de 2001.
A outubro de 2022 as empresas Metacritic, TV Guide, GameSpot foram compradas pela Fandom por 55 milhões de dólares.
Cada nota é convertida para uma nota percentual, com alguns veículos recebendo um peso maior dependendo da categoria. O site apresenta ainda a possibilidade de os usuários cadastrados publicarem suas críticas, mas essas notas não entram no cômputo "oficial".

## Usos
- A partir de 24 de março de 2006, o metascore passou a ser utilizado pelo sistema online de distribuição de jogos Steam para auxiliar seus usuários na compra de jogos.[4]
- A Microsoft utiliza as notas do site para retirar de seu sistema Xbox Live Arcade jogos com baixa popularidade entre os usuário e os críticos.[5]
- Em 2004, Jason Hall da Warner Bros. passou a "incluir "métricas de qualidade" nos contratos que o estúdio assinava com parceiros interessados em licenciar filmes da Warner para a criação de jogos." Se um produto não recebe notas específicas ou melhores em sites como o Metacritic, alguns contratos exigem que os produtores dos jogos paguem royalties maiores à Warner Bros.
- Os produtores por sua vez em alguns casos aceitam financiar a produção de um jogo e estipulam que pagamentos bônus ou de royalties são pagos somente se um jogo atingir determinada pontuação no Metacritic.[6]

## Metascores
| Indicação             | Indicação               | Filmes/Televisão/Música | Jogos eletrônicos |
| --------------------- | ----------------------- | ----------------------- | ----------------- |
|                       | Aclamação universal     | 81–100                  | 90–100            |
| Geralmente favoráveis | 61–80                   | 75–89                   |                   |
|                       | Mista ou média          | 40–60                   | 50–74             |
|                       | Geralmente desfavorável | 20–39                   | 20–49             |
| Antipatia esmagadora  | 0–19                    | 0–19                    |                   |

## Melhores avaliações por ano
O site permite ver um ranking dos produtos mais bem criticados em cada categoria:
| Filmes | Filmes                                            | Filmes | Jogos | Jogos                                                     | Jogos | Álbuns | Álbuns                                       | Álbuns                      | Álbuns |
| Ano    | Filme                                             | Nota   | Ano   | Jogo                                                      | Nota  | Ano    | Álbum                                        | Artista/banda               | Nota   |
| ------ | ------------------------------------------------- | ------ | ----- | --------------------------------------------------------- | ----- | ------ | -------------------------------------------- | --------------------------- | ------ |
| 2000   | O Tigre e o Dragão                                | 93     | 2000  | Tony Hawk's Pro Skater 2                                  | 98    | 2000   | Stankonia                                    | OutKast                     | 95     |
| 2001   | The Lord of the Rings: The Fellowship of the Ring | 92     | 2001  | Tony Hawk's Pro Skater 3                                  | 97    | 2001   | Love and Theft                               | Bob Dylan                   | 93     |
| 2001   | The Lord of the Rings: The Fellowship of the Ring | 92     | 2001  | Grand Theft Auto III                                      | 97    | 2001   | Love and Theft                               | Bob Dylan                   | 93     |
| 2001   | The Lord of the Rings: The Fellowship of the Ring | 92     | 2001  | Halo: Combat Evolved                                      | 97    | 2001   | Love and Theft                               | Bob Dylan                   | 93     |
| 2002   | A Viagem de Chihiro                               | 96     | 2002  | Metroid Prime                                             | 97    | 2002   | Original Pirate Material                     | The Streets                 | 90     |
| 2002   | A Viagem de Chihiro                               | 96     | 2002  | Metroid Prime                                             | 97    | 2002   | Alice                                        | Tom Waits                   | 90     |
| 2003   | The Lord of the Rings: The Return of the King     | 94     | 2003  | The Legend of Zelda: The Wind Waker                       | 96    | 2003   | Elephant                                     | The White Stripes           | 92     |
| 2004   | Sideways                                          | 94     | 2004  | Half-Life 2                                               | 96    | 2004   | SMiLE                                        | Brian Wilson                | 97     |
| 2004   | Sideways                                          | 94     | 2004  | Half-Life 2                                               | 96    | 2004   | Van Lear Rose                                | Loretta Lynn                | 97     |
| 2005   | La Meglio Gioventù                                | 89     | 2005  | Resident Evil 4                                           | 96    | 2005   | Illinois                                     | Sufjan Stevens              | 90     |
| 2005   | La Meglio Gioventù                                | 89     | 2005  | Resident Evil 4                                           | 96    | 2005   | Z                                            | My Morning Jacket           | 90     |
| 2006   | O Labirinto do Fauno                              | 98     | 2006  | The Legend of Zelda: Twilight Princess                    | 96    | 2006   | Savane                                       | Ali Farka Touré             | 94     |
| 2007   | Ratatouille                                       | 96     | 2007  | Super Mario Galaxy                                        | 97    | 2007   | From Here We Go Sublime                      | The Field                   | 90     |
| 2007   | Ratatouille                                       | 96     | 2007  | Super Mario Galaxy                                        | 97    | 2007   | Untrue                                       | Burial                      | 90     |
| 2008   | 4 Meses, 3 Semanas e 2 Dias                       | 97     | 2008  | Grand Theft Auto IV                                       | 98    | 2008   | London Zoo                                   | The Bug                     | 90     |
| 2009   | The Hurt Locker                                   | 95     | 2009  | Uncharted 2: Among Thieves                                | 96    | 2009   | Live at Reading                              | Nirvana                     | 93     |
| 2010   | A Rede Social                                     | 95     | 2010  | Super Mario Galaxy 2                                      | 97    | 2010   | My Beautiful Dark Twisted Fantasy            | Kanye West                  | 94     |
| 2011   | Jodaeiye Nader az Simin                           | 95     | 2011  | Batman: Arkham City                                       | 96    | 2011   | Pull Up Some Dust and Sit Down               | Ry Cooder                   | 92     |
| 2011   | Jodaeiye Nader az Simin                           | 95     | 2011  | The Elder Scrolls V: Skyrim                               | 96    | 2011   | Pull Up Some Dust and Sit Down               | Ry Cooder                   | 92     |
| 2012   | Zero Dark Thirty                                  | 95     | 2012  | Persona 4 Golden                                          | 93    | 2012   | Ten Freedom Summers                          | Wadada Leo Smith            | 99     |
| 2012   | Zero Dark Thirty                                  | 95     | 2012  | Mass Effect 3                                             | 93    | 2012   | Ten Freedom Summers                          | Wadada Leo Smith            | 99     |
| 2013   | 12 Years a Slave                                  | 96     | 2013  | Grand Theft Auto V                                        | 97    | 2013   | Sunbather                                    | Deafhaven                   | 92     |
| 2013   | Gravidade                                         | 96     | 2013  | Grand Theft Auto V                                        | 97    | 2013   | Sunbather                                    | Deafhaven                   | 92     |
| 2014   | Boyhood                                           | 100    | 2014  | Super Smash Bros. for Wii U                               | 92    | 2014   | Black Messiah                                | D'Angelo                    | 95     |
| 2015   | Carol                                             | 94     | 2015  | Metal Gear Solid V: The Phantom Pain                      | 95    | 2015   | To Pimp a Butterfly                          | Kendrick Lamar              | 96     |
| 2015   | 45 Anos                                           | 94     | 2015  | Metal Gear Solid V: The Phantom Pain                      | 95    | 2015   | To Pimp a Butterfly                          | Kendrick Lamar              | 96     |
| 2015   | Inside Out                                        | 94     | 2015  | Metal Gear Solid V: The Phantom Pain                      | 95    | 2015   | To Pimp a Butterfly                          | Kendrick Lamar              | 96     |
| 2016   | Moonlight                                         | 99     | 2016  | Uncharted 4: A Thief's End                                | 93    | 2016   | Skeleton Tree                                | Nick Cave and the Bad Seeds | 95     |
| 2016   | Moonlight                                         | 99     | 2016  | INSIDE                                                    | 93    | 2016   | Skeleton Tree                                | Nick Cave and the Bad Seeds | 95     |
| 2017   | Dunkirk                                           | 94     | 2017  | The Legend of Zelda: Breath of the Wild                   | 97    | 2017   | DAMN.                                        | Kendrick Lamar              | 95     |
| 2017   | Lady Bird                                         | 94     | 2017  | The Legend of Zelda: Breath of the Wild                   | 97    | 2017   | DAMN.                                        | Kendrick Lamar              | 95     |
| 2017   | Visages, villages                                 | 94     | 2017  | Super Mario Odyssey                                       | 97    | 2017   | DAMN.                                        | Kendrick Lamar              | 95     |
| 2018   | Roma                                              | 96     | 2018  | Red Dead Redemption 2                                     | 97    | 2018   | Room 25                                      | Noname                      | 93     |
| 2019   | Gisaengchung                                      | 96     | 2019  | Resident Evil 2                                           | 93    | 2019   | Ghosteen                                     | Nick Cave and the Bad Seeds | 96     |
| 2020   | Small Axe: Lovers Rock                            | 95     | 2020  | The Last of Us Part II                                    | 93    | 2020   | Fetch the Bolt Cutters                       | Fiona Apple                 | 98     |
| 2020   | Small Axe: Lovers Rock                            | 95     | 2020  | Hades                                                     | 93    | 2020   | Fetch the Bolt Cutters                       | Fiona Apple                 | 98     |
| 2020   | Colectiv                                          | 95     | 2020  | Half-Life: Alyx                                           | 93    | 2020   | Fetch the Bolt Cutters                       | Fiona Apple                 | 98     |
| 2020   | Colectiv                                          | 95     | 2020  | Ori and the Will of the Wisps                             | 93    | 2020   | Fetch the Bolt Cutters                       | Fiona Apple                 | 98     |
| 2021   | Quo Vadis, Aida?                                  | 97     | 2021  | The House in Fata Morgana: Dream of the Revenants Edition | 96    | 2021   | Conflict Of Interest                         | Ghetts                      | 95     |
| 2022   | Aftersun                                          | 95     | 2022  | Elden Ring                                                | 96    | 2022   | Motomami                                     | Rosalía                     | 94     |
| 2023   | Our Body                                          | 95     | 2023  | Baldur's Gate III                                         | 96    | 2023   | Fountain Baby                                | Amaarae                     | 95     |
| 2023   | Our Body                                          | 95     | 2023  | The Legend of Zelda: Tears of the Kingdom                 | 96    | 2023   | Fly or Die Fly or Die Fly or Die (World War) | Jaimie Branch               | 95     |